# Silvia Farina-Elia
Silvia Farina-Elia, geboren Silvia Farina (Milaan, 27 april 1972), is een voormalig tennisspeelster uit Italië. Op 22 september 1999 trouwde zij met haar coach Francesco Elia. Zij speelde haar eerste officiële wedstrijd in 1988 en beëindigde haar carrière in 2005. Zij wist op de WTA-ranglijst net niet de top tien te bereiken in het enkelspel. Haar hoogste positie was de 11e (20 mei 2002).

## Loopbaan
In het enkelspel wist Farina drie WTA-titels te winnen, alle drie op het toernooi van Straatsburg, drie jaar op rij van 2001 tot en met 2003. Haar beste resultaat op de grandslamtoernooien was het bereiken van de kwartfinale op Wimbledon in 2003. Zij verloor toen van de Belgische Kim Clijsters.
Ook in het dubbelspel was Farina succesvol. Zij won negen titels op de WTA-tour, waaronder in 1999 het toernooi van Rosmalen met landgenote Rita Grande aan haar zijde.
In de periode 1993 tot en met 2004 nam Farina bijna jaarlijks deel aan het Italiaanse Fed Cup-team – zij vergaarde daar een winst/verlies-balans van 23–11. Driemaal vertegenwoordigde zij haar land op de Olympische Spelen: in 1996 (Atlanta), 2000 (Sydney) en 2004 (Athene) – haar beste resultaat daar was het bereiken van de derde ronde in het enkelspel, in Sydney (2000).

## Posities op deWTA-ranglijst
Positie per einde seizoen:
| jaar | rang enkelspel | rang dubbelspel |
| ---- | -------------- | --------------- |
| 1988 | 446            | 465             |
| 1989 | 172            | 608             |
| 1990 | 196            | 135             |
| 1991 | 68             | 119             |
| 1992 | 170            | 117             |
| 1993 | 85             | 64              |
| 1994 | 52             | 69              |
| 1995 | 53             | 56              |
| 1996 | 34             | 79              |
| 1997 | 43             | 50              |
| 1998 | 19             | 44              |
| 1999 | 26             | 28              |
| 2000 | 63             | 65              |
| 2001 | 14             | 39              |
| 2002 | 17             | 41              |
| 2003 | 24             | 45              |
| 2004 | 20             | 43              |

## Palmares
| Legenda                |
| ---------------------- |
| Grandslamtoernooi      |
| Olympische Spelen      |
| Year-End Championships |
| Tier I                 |
| Tier II                |
| Tier III               |
| Tier IV & V            |

### WTA-finaleplaatsen enkelspel
| nr.              | finale     | toernooi          | ondergrond | tegenstandster         | score          |         |
| ---------------- | ---------- | ----------------- | ---------- | ---------------------- | -------------- | ------- |
| gewonnen finales |            |                   |            |                        |                |         |
| 1.               | 2001-05-26 | WTA Straatsburg   | gravel     | Anke Huber             | 7-5, 0-6, 6-4  | details |
| 2.               | 2002-05-25 | WTA Straatsburg   | gravel     | Jelena Dokić           | 6-4, 3-6, 6-3  | details |
| 3.               | 2003-05-24 | WTA Straatsburg   | gravel     | Karolina Šprem         | 6-3, 4-6, 6-4  | details |
| verloren finales |            |                   |            |                        |                |         |
| 01.              | 1991-07-21 | WTA San Marino    | gravel     | Katia Piccolini        | 2-6, 3-6       | details |
| 02.              | 1998-01-10 | WTA Auckland      | hardcourt  | Dominique Van Roost    | 6-4, 6-7, 5-7  | details |
| 03.              | 1998-04-26 | WTA Boedapest     | gravel     | Virginia Ruano Pascual | 4-6, 6-4, 3-6  | details |
| 04.              | 1998-07-19 | WTA Warschau      | gravel     | Conchita Martínez      | 0-6, 3-6       | details |
| 05.              | 1998-11-01 | WTA Luxemburg     | tapijt (i) | Mary Pierce            | 0-6, 0-2, opg. | details |
| 06.              | 1999-02-14 | WTA Prostějov     | tapijt (i) | Henrieta Nagyová       | 6-7, 4-6       | details |
| 07.              | 2001-01-07 | WTA Gold Coast    | hardcourt  | Justine Henin          | 6-7, 4-6       | details |
| 08.              | 2004-01-17 | WTA Canberra      | hardcourt  | Paola Suárez           | 6-3, 4-6, 6-7  | details |
| 09.              | 2004-02-22 | WTA Antwerpen     | tapijt (i) | Kim Clijsters          | 3-6, 0-6       | details |
| 10.              | 2005-04-10 | WTA Amelia Island | gravel     | Lindsay Davenport      | 5-7, 5-7       | details |

### WTA-finaleplaatsen vrouwendubbelspel
| nr.              | finale     | toernooi            | ondergrond    | partner             | tegenstandsters                          | score         |         |
| ---------------- | ---------- | ------------------- | ------------- | ------------------- | ---------------------------------------- | ------------- | ------- |
| gewonnen finales |            |                     |               |                     |                                          |               |         |
| 1.               | 1995-07-30 | WTA Maria Lankowitz | gravel        | Andrea Temesvári    | Alexandra Fusai Wiltrud Probst           | 6-2, 6-2      | details |
| 2.               | 1997-07-20 | WTA Palermo         | gravel        | Barbara Schett      | Florencia Labat Mercedes Paz             | 2-6, 6-1, 6-4 | details |
| 3.               | 1998-07-12 | WTA Praag           | gravel        | Karina Habšudová    | Květa Hrdličková Michaela Paštiková      | 2-6, 6-1, 6-2 | details |
| 4.               | 1999-01-09 | WTA Auckland        | hardcourt     | Barbara Schett      | Seda Noorlander Marlene Weingärtner      | 6-2, 7-6      | details |
| 5.               | 1999-06-19 | WTA Rosmalen        | gras          | Rita Grande         | Cara Black Kristie Boogert               | 7-5, 7-6      | details |
| 6.               | 1999-07-11 | WTA Pörtschach      | gravel        | Karina Habšudová    | Olha Loehina Laura Montalvo              | 6-4, 6-4      | details |
| 7.               | 2000-07-16 | WTA Palermo         | gravel        | Rita Grande         | Ruxandra Dragomir Virginia Ruano Pascual | 6-4, 0-6, 7-6 | details |
| 8.               | 2001-05-26 | WTA Straatsburg     | gravel        | Iroda Tulyaganova   | Amanda Coetzer Lori McNeil               | 6-1, 7-6      | details |
| 9.               | 2004-05-02 | WTA Warschau        | gravel        | Francesca Schiavone | Gisela Dulko Patricia Tarabini           | 3-6, 6-2, 6-1 | details |
| verloren finales |            |                     |               |                     |                                          |               |         |
| 1.               | 1990-05-06 | WTA Tarente         | gravel        | Rita Grande         | Olena Brjoechovets Jevgenia Manjoekova   | 6-7, 1-6      | details |
| 2.               | 1993-07-11 | WTA Palermo         | gravel        | Brenda Schultz      | Karin Kschwendt Natalia Medvedeva        | 4-6, 6-7      | details |
| 3.               | 1996-11-03 | WTA Moskou          | tapijt (i)    | Barbara Schett      | Natalia Medvedeva Larisa Neiland         | 6-7, 6-4, 1-6 | details |
| 4.               | 1997-01-05 | WTA Gold Coast      | hardcourt     | Ruxandra Dragomir   | Naoko Kijimuta Nana Miyagi               | 6-7, 1-6      | details |
| 5.               | 2000-02-20 | WTA Hannover        | tapijt (i)    | Karina Habšudová    | Åsa Carlsson Natallja Zverava            | 3-6, 4-6      | details |
| 6.               | 2003-10-26 | WTA Linz            | hardcourt (i) | Marion Bartoli      | Liezel Huber Ai Sugiyama                 | 1-6, 6-7      | details |
| 7.               | 2004-02-15 | WTA Parijs          | tapijt (i)    | Francesca Schiavone | Barbara Schett Patty Schnyder            | 3-6, 2-6      | details |
| 8.               | 2005-01-08 | WTA Gold Coast      | hardcourt     | Maria Elena Camerin | Jelena Lichovtseva Magdalena Maleeva     | 3-6, 7-5, 1-6 | details |

## Resultaten grandslamtoernooien
| Legenda | Legenda                          |
| ------- | -------------------------------- |
| g.t.    | geen toernooi gehouden           |
| l.c.    | lagere categorie                 |
| –       | niet deelgenomen                 |
| G       | uitgeschakeld in de groepsfase   |
| 1R      | uitgeschakeld in de eerste ronde |
| 2R      | uitgeschakeld in de tweede ronde |
| 3R      | uitgeschakeld in de derde ronde  |
| 4R      | uitgeschakeld in de vierde ronde |
| KF      | uitgeschakeld in de kwartfinale  |
| HF      | uitgeschakeld in de halve finale |
| F       | de finale verloren               |
| W       | het toernooi gewonnen            |
| w-v     | winst/verlies-balans             |

### Enkelspel
| Toernooi        | 1991 | 1992 | 1993 | 1994 | 1995 | 1996 | 1997 | 1998 | 1999 | 2000 | 2001 | 2002 | 2003 | 2004 | 2005 |
| --------------- | ---- | ---- | ---- | ---- | ---- | ---- | ---- | ---- | ---- | ---- | ---- | ---- | ---- | ---- | ---- |
| Australian Open | –    | –    | –    | 1R   | 2R   | 2R   | 3R   | 1R   | 1R   | –    | 3R   | 3R   | 2R   | 4R   | 4R   |
| Roland Garros   | 1R   | 1R   | –    | 2R   | 1R   | 2R   | 3R   | 3R   | 3R   | 3R   | 4R   | 4R   | 3R   | 2R   | 3R   |
| Wimbledon       | –    | 1R   | 2R   | 1R   | 2R   | 1R   | 1R   | 1R   | 2R   | 1R   | 3R   | 3R   | KF   | 4R   | 3R   |
| US Open         | 1R   | –    | 1R   | 2R   | 1R   | 1R   | 2R   | 3R   | 2R   | 1R   | 1R   | 4R   | 2R   | 3R   | 1R   |

### Vrouwendubbelspel
| Toernooi        | 1991 | 1992 | 1993 | 1994 | 1995 | 1996 | 1997 | 1998 | 1999 | 2000 | 2001 | 2002 | 2003 | 2004 | 2005 |
| --------------- | ---- | ---- | ---- | ---- | ---- | ---- | ---- | ---- | ---- | ---- | ---- | ---- | ---- | ---- | ---- |
| Australian Open | –    | –    | –    | 2R   | 1R   | 1R   | 3R   | 1R   | 2R   | –    | 1R   | 2R   | 2R   | 1R   | 1R   |
| Roland Garros   | 2R   | 1R   | –    | KF   | 1R   | –    | 3R   | KF   | 3R   | 2R   | 2R   | 3R   | 3R   | KF   | 2R   |
| Wimbledon       | –    | 2R   | 1R   | 2R   | 2R   | 1R   | 1R   | KF   | KF   | 2R   | 1R   | 3R   | 2R   | 2R   | 1R   |
| US Open         | 1R   | 2R   | 2R   | 3R   | 1R   | –    | –    | 1R   | 3R   | 1R   | 2R   | 1R   | 1R   | 2R   | 3R   |

### Gemengd dubbelspel
| Toernooi        | 1994 |    | 2002 | 2003 |
| --------------- | ---- | -- | ---- | ---- |
| Australian Open | –    | 1R | 1R   |      |
| Roland Garros   | –    | –  | –    |      |
| Wimbledon       | 3R   | –  | –    |      |
| US Open         | –    | –  | –    |      |